# جان کرولی
جان کرولی (انگلیسی: John Crowley؛ زادهٔ ۱۹ اوت ۱۹۶۹) یک کارگردان فیلم اهل ایرلند است. از آثار او می‌توان به مدار بسته، بروکلین و کارگردانی چند قسمت از فصل دوم کارآگاه حقیقی اشاره کرد.